# Abbazia di San Giuliano (Genova)
L'abbazia di San Giuliano è un luogo di culto cattolico italiano, situato a Genova nel quartiere di Albaro, sul lungomare di corso Italia.
Il complesso è sottoposto a vincolo di tutela della soprintendenza dal 1934.

## Storia
L'abbazia, unica superstite di alcuni piccoli complessi monastici che sorgevano anticamente lungo il litorale di Albaro o nelle immediate vicinanze, demoliti per l'apertura di corso Italia o l'espansione edilizia nella zona, ha origini molto antiche. Il primo documento ufficiale in cui la chiesa viene menzionata è un atto di vendita che porta la data del 17 giugno 1282 (la porta della chiesa era il luogo dove avveniva l'accordo, con il prete come testimone). Intitolata a san Giuliano, evangelizzatore cristiano martirizzato nel 304 durante la persecuzione di Diocleziano, secondo varie fonti sarebbe stata fondata nel 1240 dai frati francescani, mentre altre riportano una possibile esistenza precedente all'anno 1000.
I francescani nel 1308 si trasferirono nella chiesa di San Francesco d'Albaro e a essi subentrarono i monaci cistercensi, che nel 1429 cedettero il complesso ai benedettini dell'abbazia di San Fruttuoso, i quali vi apportarono sostanziali modifiche. Quando l'abbazia di San Fruttuoso venne sottoposta alla vicina abbazia della Cervara anche San Giuliano passò alle dipendenze di quest'ultima. L'abbazia di San Giuliano tuttavia non godette mai di rendite sostanziose, e i pochi religiosi che l'abitavano ricevevano annualmente un sussidio dagli altri monasteri benedettini del Genovesato.
I benedettini, appartenenti alla congregazione di santa Giustina, in seguito detta "cassinese", vi rimasero fino al 1798, quando a seguito delle leggi di soppressione degli ordini religiosi emanate dalla Repubblica Ligure dovettero abbandonare il complesso, che fu venduto e convertito in abitazione privata. Secondo il Remondini nel complesso sarebbe stata addirittura installata una fabbrica di biacca.
Nel 1842 il proprietario Luigi Rolla lo cedette ai certosini, grazie anche a un finanziamento del re Carlo Alberto. I certosini vi rimasero però solo poco più di un anno: nel 1844 l'abbazia passò ai benedettini della nuova congregazione sublacense, fondata l'anno precedente dall'abate Pietro Francesco Casaretto All'abbazia dedicò una poesia (Nell'Abazia di San Giuliano, 1907) il poeta Guido Gozzano, che era solito frequentare il vicino albergo San Giuliano, più conosciuto come La Marinetta. L'ordine dei benedettini sarebbe rimasto dell'abbazia, non senza contrasti, sino alla chiusura nel 1939: una nuova legge di soppressione emanata dal governo sabaudo nel 1855 prevedeva infatti l'esproprio del complesso, ma alla vendita si arrivò solo dieci anni più tardi. Lo stesso Casaretto si impegnò per impedire la vendita, anche con ricorsi legali, e quando l'esproprio parve comunque inevitabile si adoperò affinché fosse acquistato da persone amiche; nel 1865 l'abbazia fu acquistata dalla famiglia Adorno che nel 1870 la rivendette ai benedettini.
Fino all'inizio del Novecento, quando ancora non era stata aperta la strada litoranea, appariva in una posizione dominante sugli scogli ed era raggiungibile unicamente dall'alto della collina lungo strette crêuze tra le ville patrizie che vi sorgevano numerose.
Il complesso fu risparmiato dagli sbancamenti realizzati intorno al 1914 per l'apertura di corso Italia, a differenza della non lontana chiesa dei Santi Nazario e Celso, che sorgeva "in ripa maris" sulle scogliere di punta Vagno. Il complesso monastico fu salvaguardato sbancando la collina a monte dell'abbazia, mentre un percorso pedonale, denominato lungomare Lombardo, aggira l'edificio a mare, dove trovarono poi sede alcuni stabilimenti balneari, la cui presenza limita il rapporto con la spiaggia di questo percorso pedonale, che secondo alcune associazioni ambientaliste, considerato il suo valore paesaggistico, dovrebbe essere reso pienamente fruibile al pubblico con la rimozione delle strutture a mare. In occasione della realizzazione di corso Italia vennero rifatti, in stile neoromanico, i prospetti a monte dell'edificio.
Nel corso della seconda guerra mondiale subì diversi danni alla struttura e altre vicissitudini anche nell'immediato dopoguerra: il convento fu adibito a ricovero per sfollati, mentre la chiesa rimase a lungo in disuso e chiusa al culto.
Lasciato per anni in stato di inutilizzo, a partire dagli anni settanta, in varie riprese, il complesso fu sottoposto a parziali lavori di manutenzione, ma solo nel 1986 fu oggetto di un completo restauro; nel 1992, in occasione delle celebrazioni colombiane, fu restaurata la facciata. Altri interventi seguirono nei primi anni duemila. Nonostante il lungo periodo di abbandono e diversi tentativi di restauro interrotti per mancanza di fondi e problemi burocratici, la struttura si presenta oggi in un discreto stato di conservazione. La chiesa è proprietà dell'ordine benedettino, con decreto del cardinal Angelo Bagnasco del 18 febbraio 2015 è stata ridotta "ad uso profano non indecoroso", mentre il resto del complesso appartiene al demanio dello Stato che l'ha affidato al Ministero dei Beni Culturali.

## Descrizione

### Esterno
Il complesso, che si presenta nel suo aspetto quattrocentesco, in stile romanico-gotico, è formato dal convento, dalla chiesa e da un piccolo chiostro. La chiesa, con l'ingresso a levante, sorge sul lato a mare, addossata al convento. Il campanile, dipinto a bande bianche e nere, termina con una cuspide piramidale e quattro pinnacoli agli angoli. Notevole il portale in pietra nera, opera del XVI secolo, secondo alcuni proveniente dalla scomparsa abbazia di San Benigno, che sorgeva nei pressi della Lanterna.

### Interno
L'interno, a navata unica, ha quattro cappelle laterali. Vi sono conservati un crocifisso in legno della scuola del Maragliano e una cancellata in marmo, posta a cingere la prima cappella di sinistra, con rilievi del XV e XVI secolo. È inoltre presente nelle lesene dell'abside un ciclo di affreschi raffigurante la Vergine e Santi, attribuito alla scuola dei pittori pavesi Lorenzo e Bernardino Fasolo. Il coro in noce massiccio proviene dalla vecchia chiesa di San Teodoro, demolita per l'ampliamento del porto e la nuova viabilità intorno al 1870 e ricostruita poco distante.
Prima della soppressione del 1798 vi si conservavano diverse opere d'arte: secondo il Ratti vi erano tre dipinti di Luca Cambiaso raffiguranti scene della Passione di Cristo (Orazione nell'Orto, Caduta di Gesù sotto la croce, Crocifissione). Un'altra crocifissione, tradizionalmente considerata di Donato de' Bardi, ma già attribuita dall'Alizeri a Ludovico Brea, in base a recenti valutazioni potrebbe invece essere opera di Giovanni Mazone (o Massone).

## Galleria d'immagini

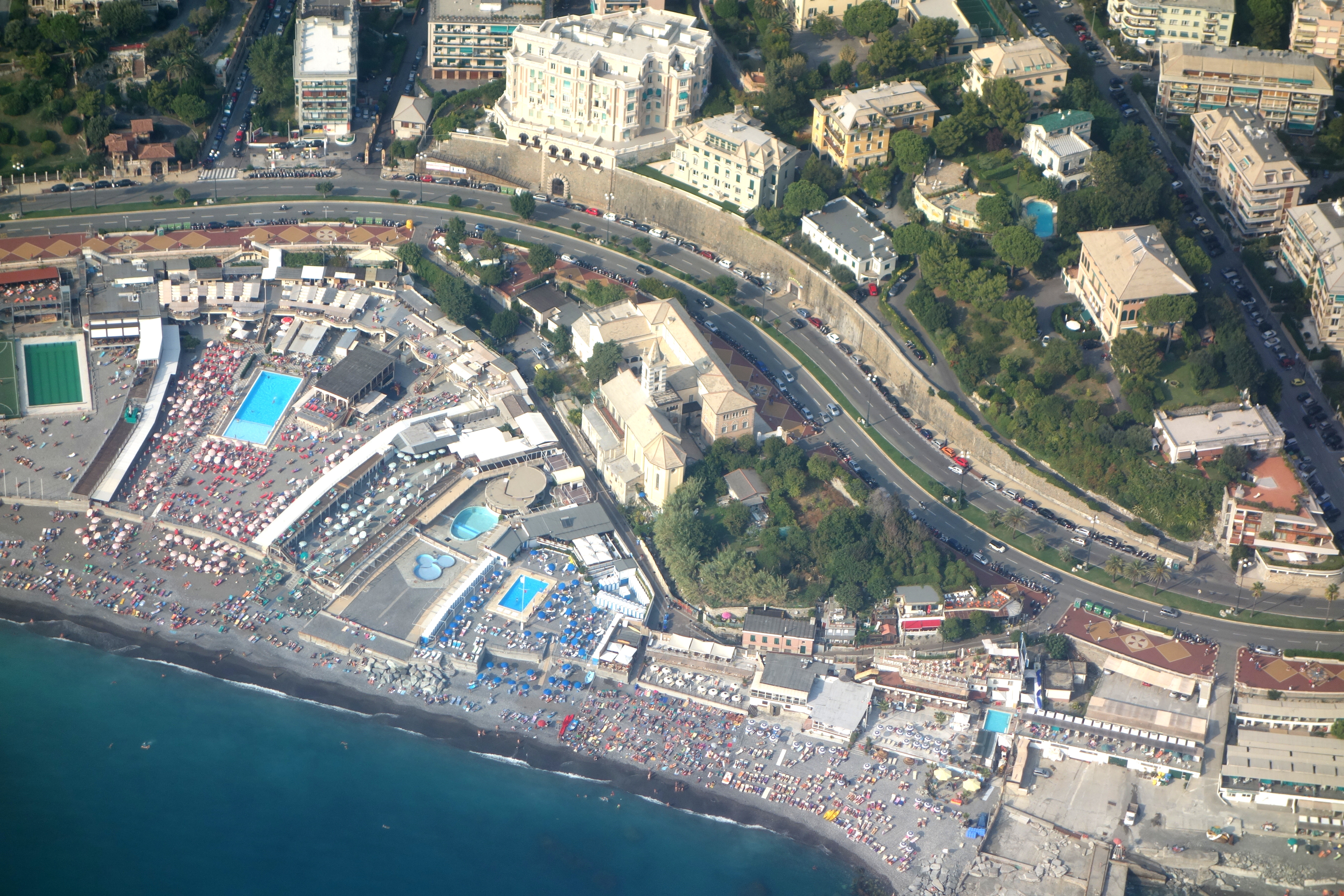
L'abbazia in veduta aerea
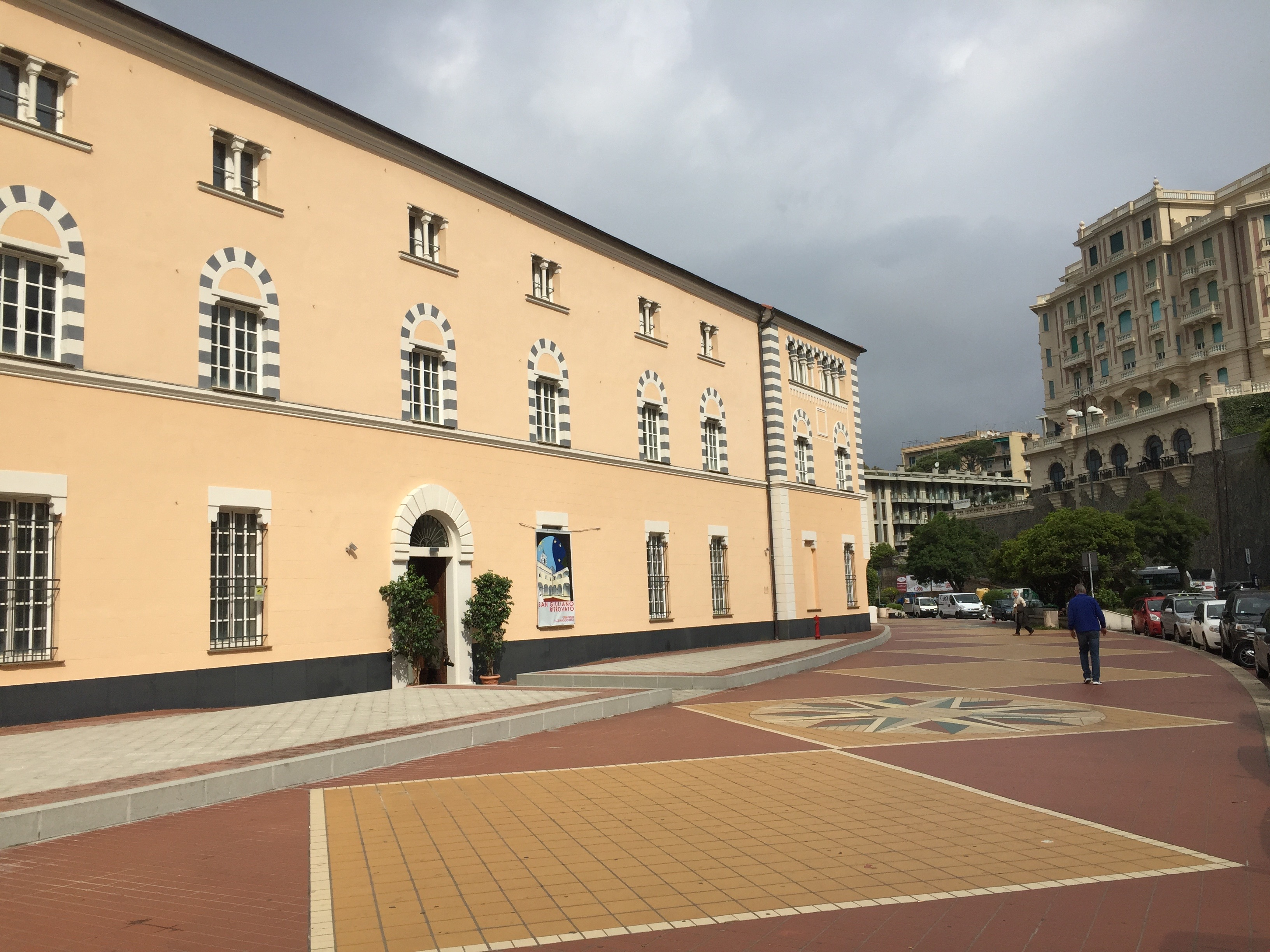
La facciata lato monte
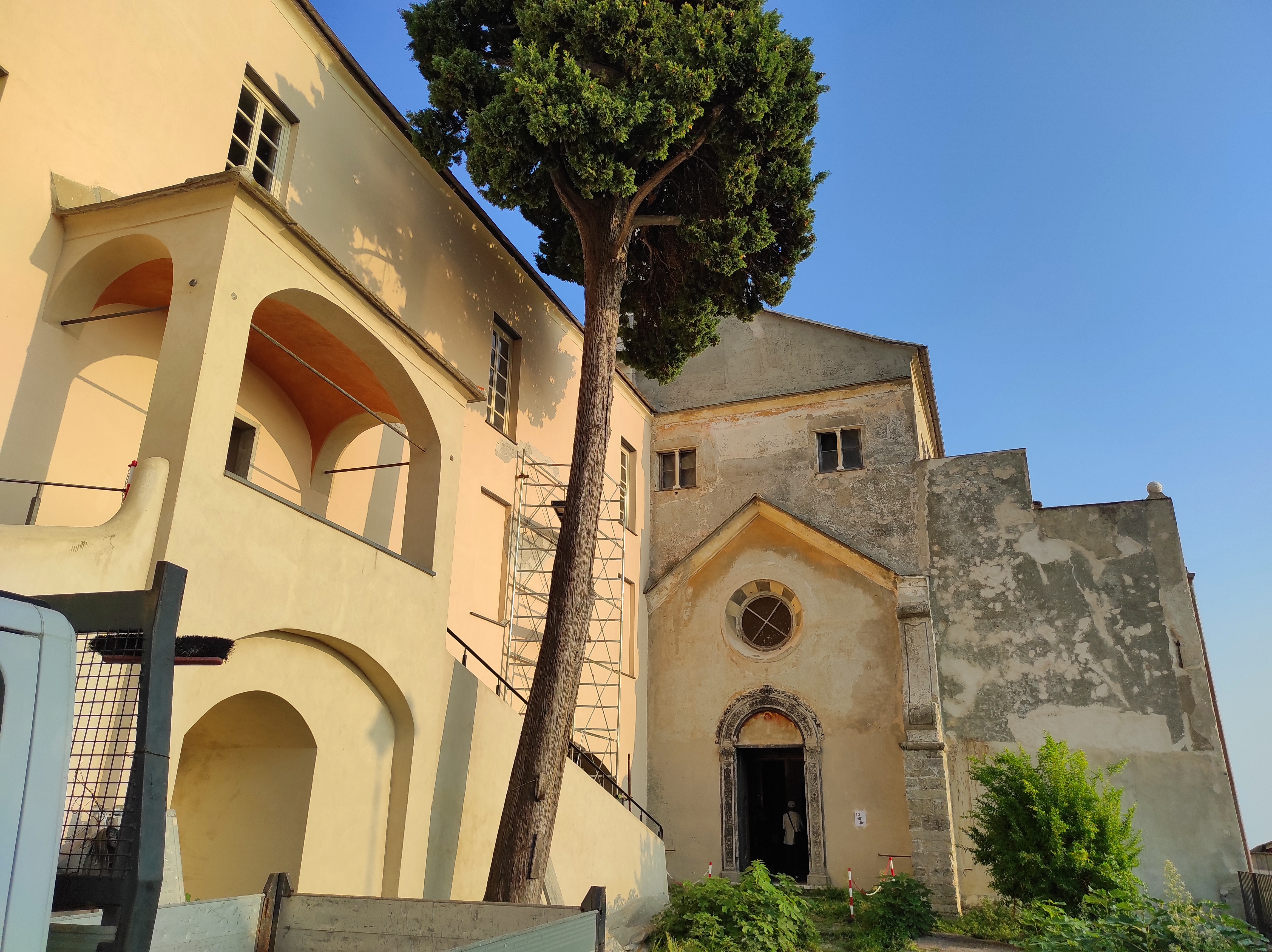
La facciata lato mare
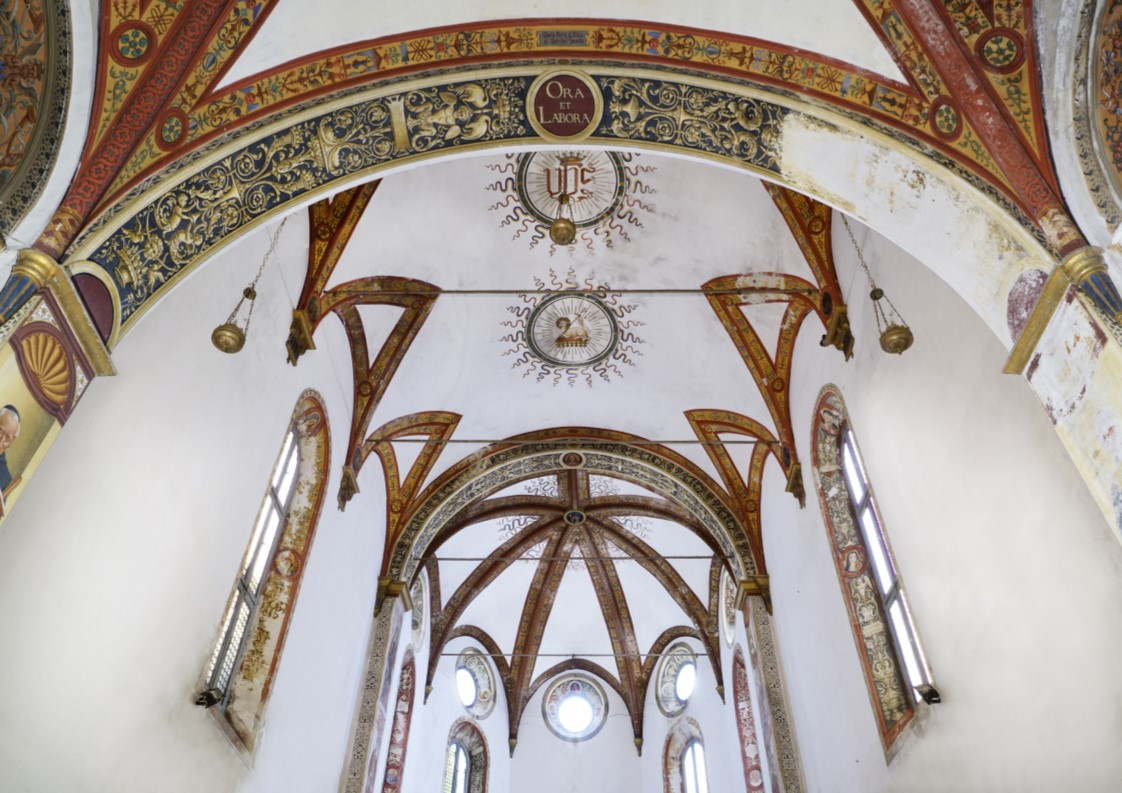
Il soffitto a volta
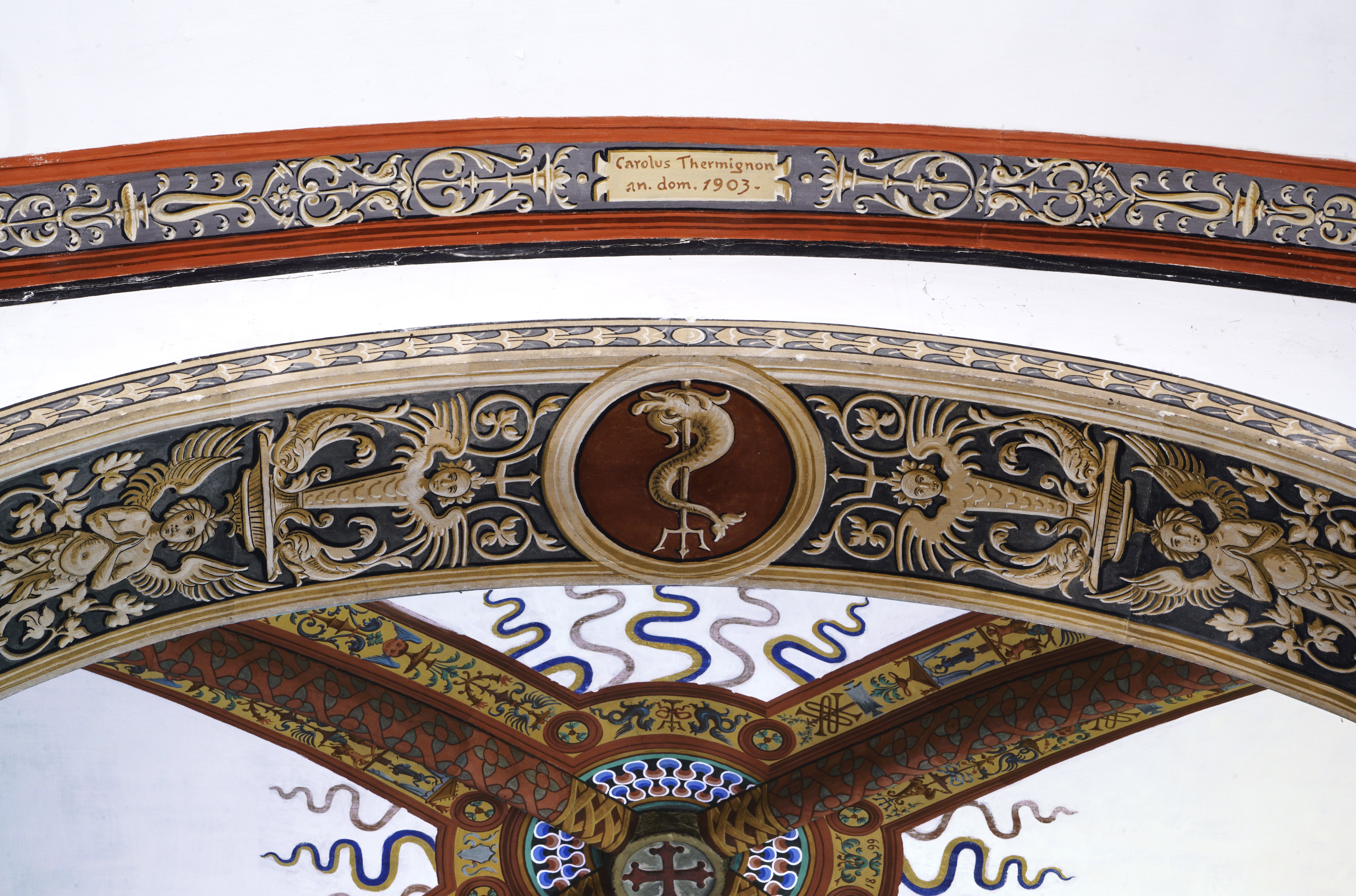
Dettagli del decoro con firma di Carlo Thermignon
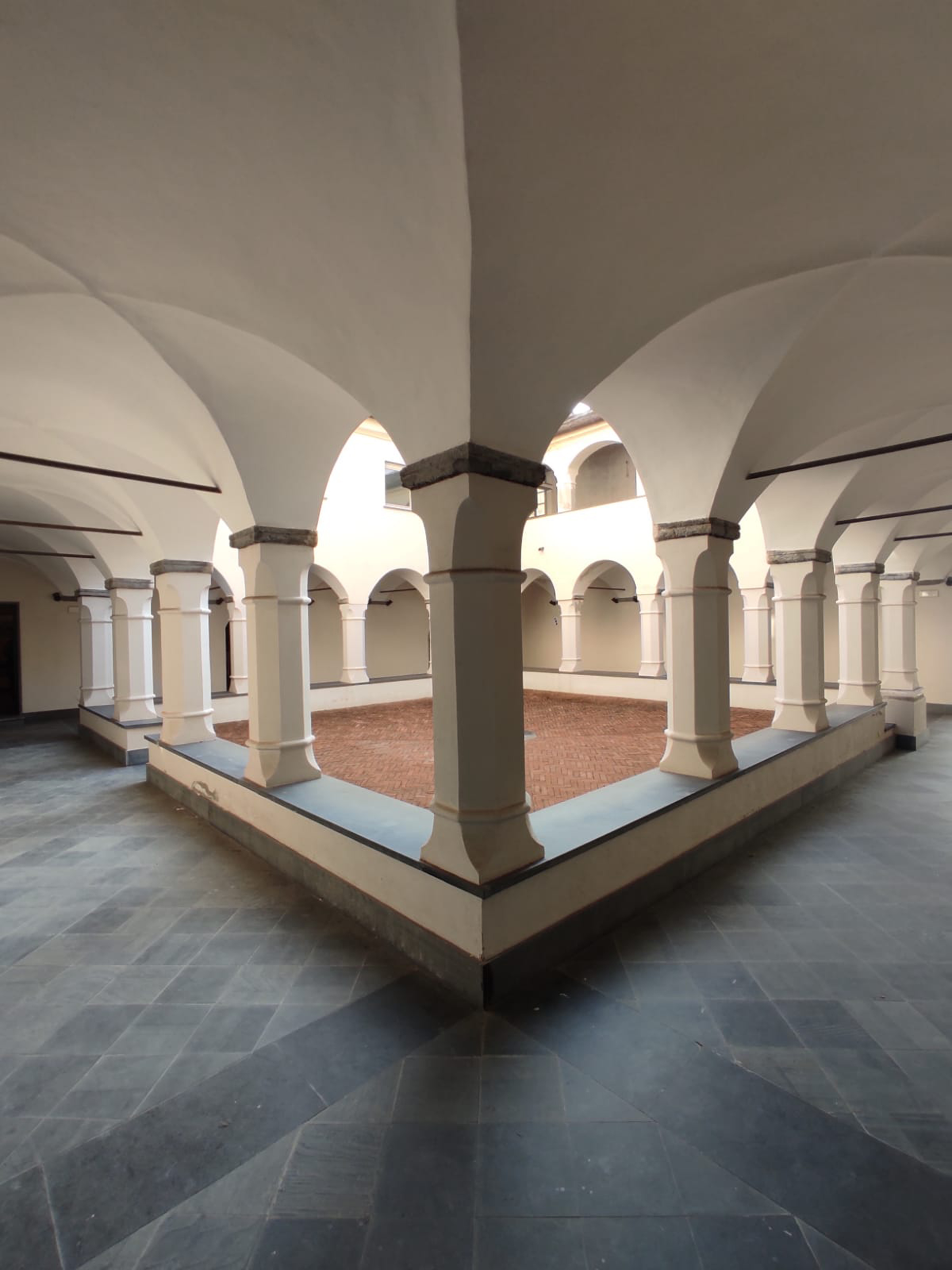
Il chiostro interno
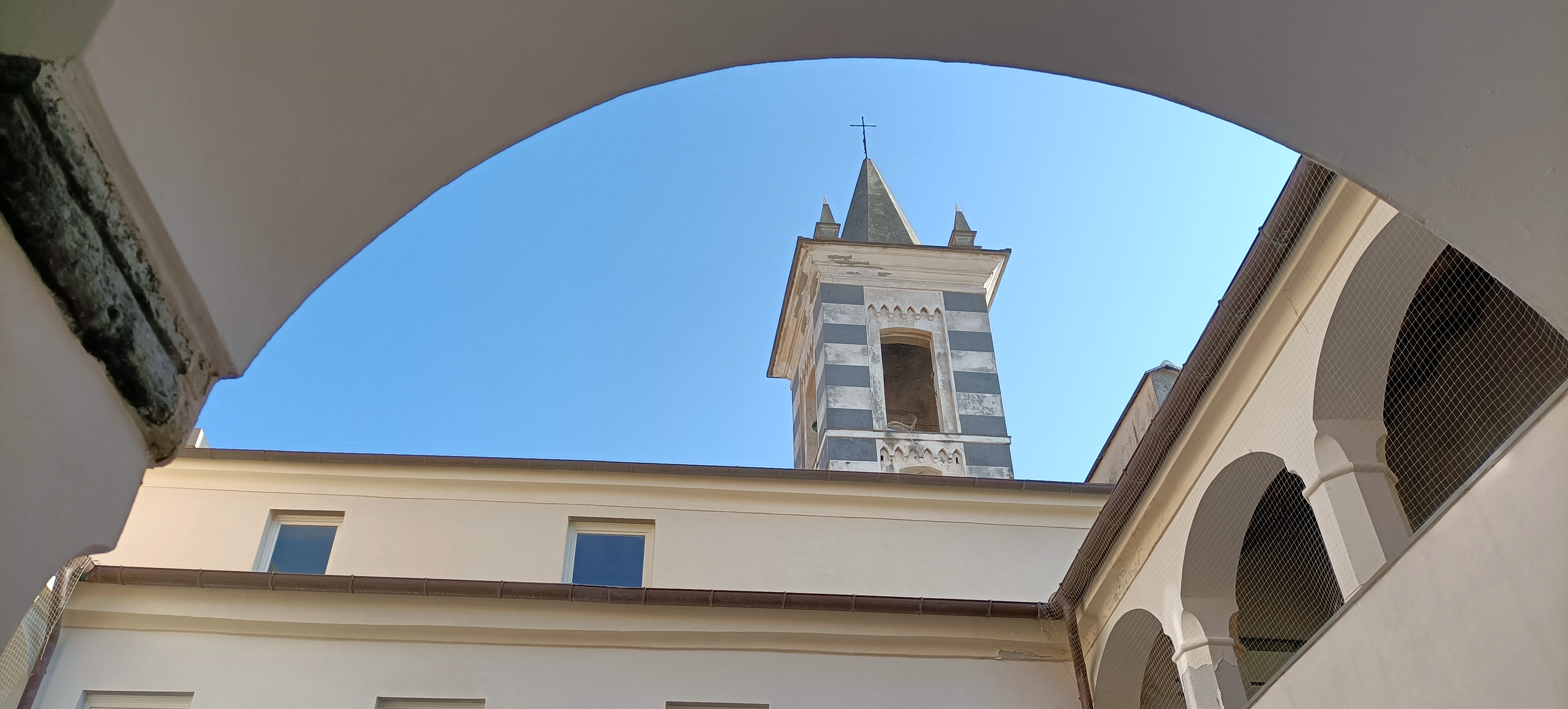
Il campanile visto dal chiostro
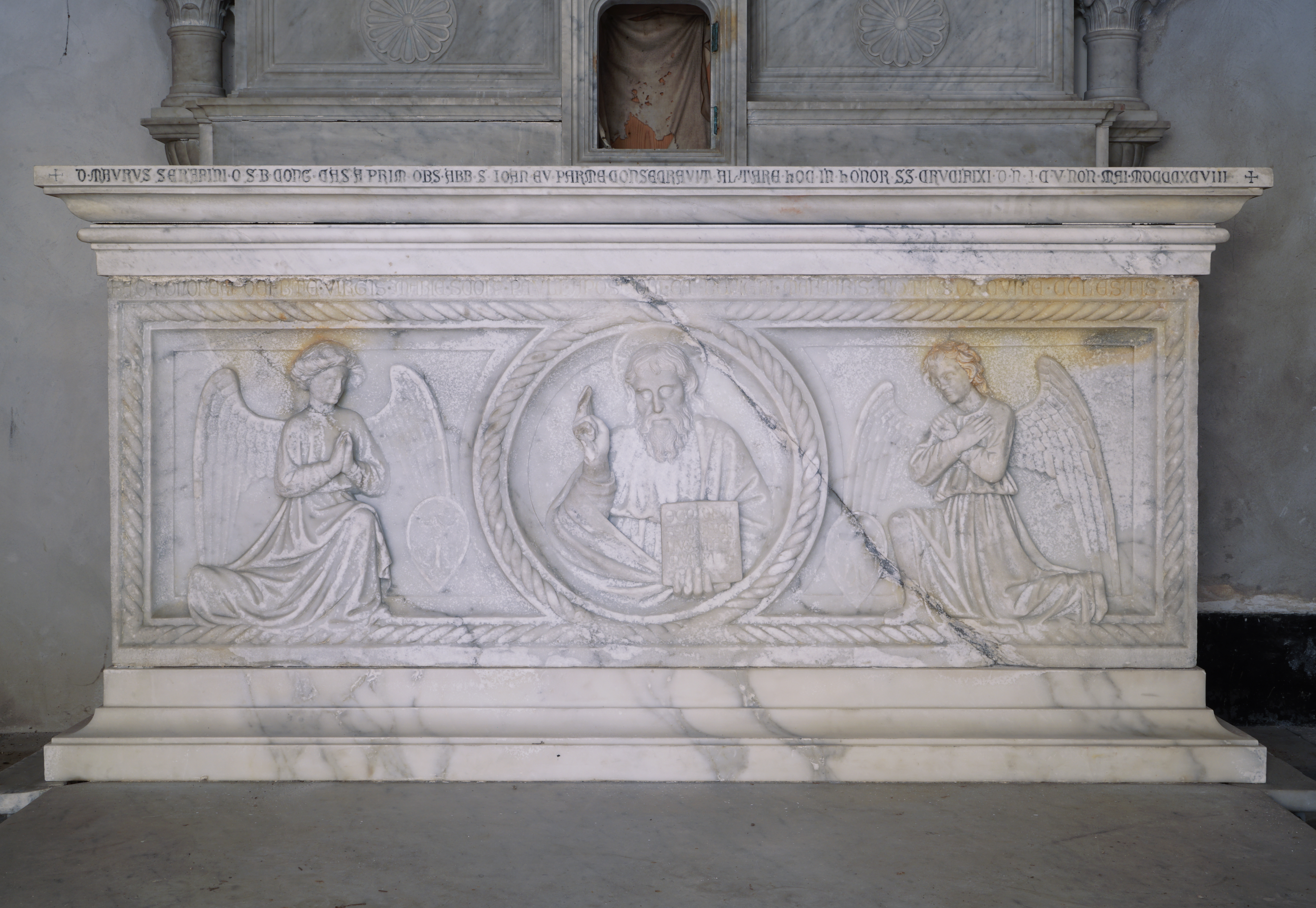
Paliotto in marmo di Filippo Solari da Carona e Andrea da Ciona (XV secolo) presso la cappella Adorno